# Omni wheel
Een Omni wheel is een wiel dat tegelijkertijd meerdere kanten op kan bewegen.

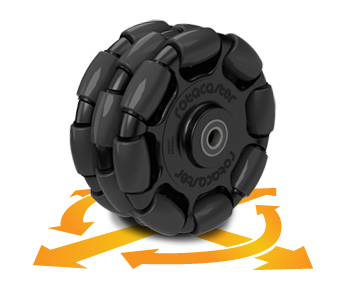
een Omni wheel kan alle richtingen op bewegen

Omni wheels zijn qua functie vergelijkbaar met Mecanum-wielen.
De multi-directionele bewegingsmogelijkheid van deze wielen maakt bijzondere toepassingen mogelijk, met name in de robotica.
Door drie omni wheels in een driehoek te plaatsen met drie afzonderlijke aandrijfmotoren, kan dit voertuig zonder stuur alle kanten op bewegen. Deze toepassing heet een Kiwi Drive.

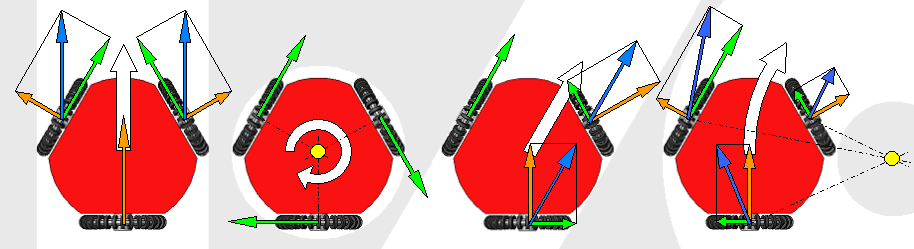
een Kiwi drive, de draaiing van drie afzonderlijke Omni wheels bepalen de bewegingsrichting, hier met vectoren aangeven. De witte pijl geeft de bewegingsrichting van het rode voertuig aan.